# Louis Perrin
Pour les articles homonymes, voir Perrin.
Louis Perrin (Louis-Benoît Perrin), né le 12 mai 1799 (23 floréal an VII) à Lyon et mort le 7 avril 1865 dans la même ville, est un imprimeur, lithographe, graveur et libraire français.

## Biographie
Le père de Louis Perrin est un marchand commissionnaire. Son frère aîné, Théodore, sera médecin et sa sœur Louise Adélaïde fondera  un hospice pour jeunes filles incurables rue Saint-Georges à Lyon. 
Louis suit les cours de l'École de dessin et il est formé, à partir de 1818, chez l'imprimeur lyonnais Ballanche, imprimerie rachetée par Mathieu-Placide Rusand.  En 1822 il s'associe avec Zacharie Durand, gendre de son ancien patron et qui possède le brevet d'imprimeur, pour racheter l'imprimerie typographique de Siméon Darnaud, qui vient de mourir. Louis Perrin obtient lui-même le brevet d'imprimeur le 1er août 1823, puis celui de libraire, le 28 octobre 1833. L'association de Durand et Perrin dure seulement deux ans et Louis Perrin poursuit l'entreprise sous son propre nom. Il obtient, en 1833, le brevet de lithographe et, le 4 juin 1852, le brevet pour la taille-douce, qu'il pratique depuis déjà longtemps.
Louis Perrin, tout en imprimant livres et publications courants, se consacre  progressivement à l'édition des beaux livres. En 1846, il doit imprimer le livre Inscriptions antiques de Lyon d'Alphonse de Boissieu. Il estime que les caractères existants, principalement le Firmin Didot, ne conviennent pas à l'ouvrage. Il crée et fait réaliser par le fondeur Francisque Rey un alphabet complet en capitales qu'il appelle « les caractères Augustaux », il crée ensuite les minuscules, ciselées par Jean-Marie Fugère et fondues par Rey. L'imprimerie emploie, dans les années 1850, une dizaine de personnes dont le graveur et lithographe Jean-Marie Fugère, entré à son service vers 1845, qui dessine nombre d'ornements typographiques et de planches.

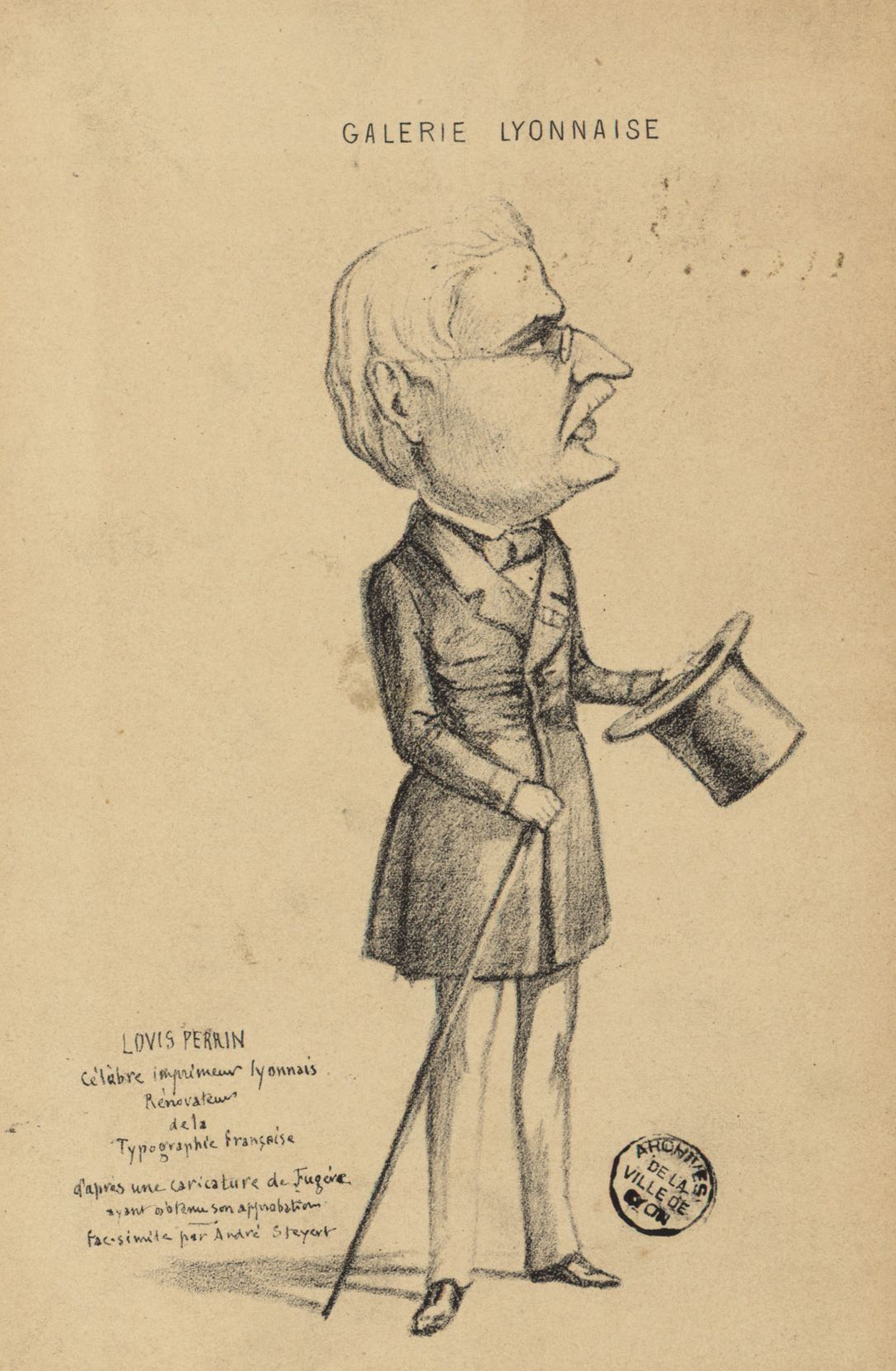
Caricature de Louis Perrin

Louis-Benoit Perrin se marie le 14 janvier 1835 avec Marie-Josephine Fayolle, ils ont une fille, Marie-Cécile. Veuf, Louis contracte un second mariage le 18 février 1847 avec Catherine-Baptistine-Cécile Grand, qui poursuivra l'entreprise après la mort de son mari. Ils ont un fils Alexandre-Louis-Alfred, qui secondera puis succédera à sa mère. L'imprimerie Perrin est liquidée en 1883.
S'il ne s'engage jamais dans l'action politique, Louis Perrin fait partie des notables de la ville et occupe diverses fonctions : juge au tribunal de commerce de Lyon de 1851 à 1856, président de la Société des imprimeurs lyonnais, membre, en 1859,  de l'Académie des sciences, belles-lettres et arts de Lyon, membre de la Commission exécutive des Amis des Arts, membre des sociétés de secours mutuel typographique et lithographique...
Louis-Benoît Perrin meurt le 7 avril 1865 ; il enterré le 9 avril au cimetière de Loyasse après le service funèbre célébré dans l'église d'Ainay .

## Décorations, hommages
- Louis Perrin est fait  Chevalier de la Legion-d'Honneur en 1859.

- Il est Chevalier  et de l'Ordre royal et militaire des Saints-Maurice et Lazare, 1857, promu par le Gouvernement sarde à l'initiative de l'historiographe piémontais Luigi Cibrario pour le Tableau généalogique de la Maison de Savoie créé en 1855.

- Une plaque commémorative marque l'existence de son atelier par l'inscription « Louis Perrin, Imprimeur Lyonnais, exerça ici son activité  entre 1825 et 1832, avant de s'installer au 6 rue d'Amboise et d'y créer les caractères Augustaux qui firent sa renommée »[9].

## Travaux
Le catalogue des impressions de Perrin, publié en 1880, en fait apparaître 286, mais Marius Audin estime que la liste est incomplète. 
Quelques-uns des travaux les plus remarquables : 
En qualité de lithographe ;
- Nouveau plan topographique et historique de la ville de Lyon, de ses faubourgs, de ses forts et de ses environs, dessinateur  Jh. Guyet,   1 plan : en coul. ; 60,5 x 93 cm, 1847 lire en ligne sur Gallica

En qualité d'imprimeur :
- Luigi Cibrario, Généalogie de la Maison de Savoie, 1856.
- Jean-Baptiste Monfalcon, Monographie de la Table de Claude, 1851 lire en ligne sur Gallica.
- Paul Allut, Les Routiers au XIVe siècle, les Tard-venus et la bataille de Brignais. 1859. In-8, demi maroquin rouge à coins, dos à nerfs orné et illustré de 3 planches.
- Auguste Bernard Le temple d'Auguste et la nationalité gauloise, 1863. In-4°, demi maroquin vert à coins, dos nerfs orné, tête dorée (Bruyère, relieur) orné d’une carte en couleurs et de 11 planches de fac-similé d’inscriptions lapidaires.
- Ferdinand Denis Histoire de l'Ornementation et des manuscrits.
- Villiers de l'Isle-Adam, Premières poésies, 1859.
- Diane de Poitiers Lettres inédites de Dianne de Poytiers, publiées d'après les manuscrits par Georges Guiffrey, Vve Jules Renouard à Paris, Imprimerie Louis Perrin à Lyon, 1866. Reliure contemporaine plein maroquin rouge, dos à nerfs, caissons ornés, plats ornés d'un fer à la fanfare monogrammé D, roulettes sur les gardes. 5 vol.
- Louis de La Saussaye,  Le Château de Chambord, 1859.
- Œuvres complètes de Bourdaloue, de la Compagnie de Jésus,  16 t. L. Perrin dessinateur et imprimeur, 1830.